# 7436 Kuroiwa
7436 Kuroiwa (1994 CB2) là một tiểu hành tinh vành đai chính được phát hiện ngày 8 tháng 2 năm 1994 bởi K. Endate và K. Watanabe ở Kitami.